# Dag Vag
Dag Vag var en svensk pop/rock/ska/reggaegrupp bildad 1977 i Stockholm. Under åren kring 1980 var Dag Vag, tillsammans med Ebba Grön, Sveriges mest populära band. Under sin karriär har Dag Vag sålt över 300 000 album, vunnit en Rockbjörn, fått några guldskivor, figurerat i Ebba Grön-filmen Ebba the Movie och blivit Sveriges mest kända rockreggaeband.

## Historia
Bandet bildades hösten 1977 under namnet Dag Vag & Svagsinta. Musikstilen var då punk vilket man kunde märka på deras två första låtar "Dimma" och "När vården slår till".
Bandet med Stig Vig i spetsen kortade senare ner namnet till enbart Dag Vag och musikstilen var nu en blandning av olika musikstilar. Själva brukade medlemmarna kategorisera sin musik som "Transkontinental Rockreggae", medan andra såg en dansvänlig rockmusik med inslag av ska, reggae och calypso. Gruppen hade rötterna i 1970-talets musikrörelse men var själva del av 1980-talets nya musikvåg; klaviatur- och orgelspelaren Brynn Settels ("Bumpaberra") var tidigare medlem av Peps Blodsband.
Deras första singel under namnet Dag Vag innehöll gruppens första hit, en reggaecover på Anita Lindbloms låt "Sånt är livet".
Därefter följde ett flertal album av olika karaktär på skivbolaget Silence, ofta med världsmusik på några av spåren. 1980 fick gruppen motta Rockbjörnen för sitt andra album Palsternacka.
1980 gjordes filmen Helvete också där Dag Vag stod för musiken. Där finns också en parodi på dem själva, nämligen en musikgrupp som kallas Zeg Deg.
En inspelning som blev populär i vidare kretsar var en cover på Thore Skogman och Lill-Babs duett "Pop opp i topp" från 1965. Dag Vag framträdde tillsammans med Gyllene Tider i SVT:s Måndagsbörsen 1981. De båda banden avslutade tv-programmet med "Pop opp i topp", när Thore Skogman dök upp som en överraskning och sjöng med i den sista versen.
1983 splittrades Dag Vag, och Stig Vig och Zilverzurfarn startade då bandet Ojj!600 med gitarristen Anders Åborg från Aston Reymers Rivaler och trummisen Per Erik Gunnarsson Steneroth. Dag Vag återuppstod igen i slutet av decenniet, med låten "Du får aldrig nog".
År 1999 kom nästa återuppståndelse, och den senaste inträffade runt 2007. År 2008 gavs deras fem första album ut som digipack med bonusspår.
År 2011 gav Dag Vag sin första EP – epette. Då bestod bandet av Stig Vig på sång och bas, Tage Z Dirty på trummor och sång, Zilverzurfarn på gitarr och sång samt Teka Pukk på gitarr och sång. Gruppen upphörde i samband med Stig Vigs död i januari 2012 men de har gjort några enstaka spelningar även efter det.

## Medlemmar
Medlemmarna listas med år för medlemskap. Medlemmar upplösningsåret 2012 markeras i fetstil.
- Lennart Odeltorp (Tage Z Dirty) – trummor, körsång (1978–2012)
- Per Odeltorp (Stig Vig) – basgitarr, sång (1978–2012, avliden 2012)[6]
- Johan Zachrisson (Zilverzurfarn) – gitarr, sång (1978–2007, 2010–2012)
- Brynn Settels (Bumpaberra) – klaviatur, orgel, körsång (1978, 1981–1983, 1988–1990, 1999–2001)
- Ola Backström (Olsson) – gitarr (1978–1979, avliden 2004)
- Kenny Håkansson (Beno Zeno) – gitarr, körsång (1979–1981, 1988–1992, 1999–2010)
- Bo Gunnar Gustafsson (Kopp Te) – saxofon, flöjt, körsång (1981–1983, 1989–1992, 1999–2012)
- Per Tjernberg (Per Cussion) – slagverk, körsång (1981–1983)
- Carina Carlsson (Carina Feskeböxa) – körsång (1989–2012)
- Per Westling (Teka Pukk) – gitarr, körsång (2008–2012)
- Owe Dahlqvist (Rock-Owe) – bas (2012)

## Diskografi
Studioalbum
- 1979 – Dag Vag (utökad nyutgåva 2008)
- 1980 – Palsternacka (utökad nyutgåva 2008)
- 1982 – 7 lyckliga elefanter (utökad nyutgåva 2008)
- 1983 – Almanacka (utökad nyutgåva 2008)
- 1989 – Helq
- 1992 – Halleluja!
- 2006 – Kackerlacka

Livealbum
- 1979 – Scenbuddism (utökad nyutgåva 2008)
- 2012 – Nattmacka  (sista konserten med Stig Vig)

EP
- 1980 – Schlager
- 2011 – epette

Singlar
- 1978 – "Dimma" / "När vården slår till" (under namnet Dag Vag & Svagsinta)
- 1978 – "Flyger" / "Sånt är livet"
- 1980 – "Hellre en raket" / "Trycke e för mycke"
- 1980 – "Wipe Out" / "My Barrel" (Dimma / Min Tunna i engelsk översättning)
- 1981 – "Blöt dröm" / "Kinesiska muren"
- 1981 – "Popitop" / "Majskolv"
- 1983 – "Samma sång" / "7 lyckliga elefanter"
- 1989 – "Du får aldrig nog" / "Du får aldrig nog (lång version)"
- 1989 – "Tiden går" / "Vad ska jag göra?"
- 1990 – "En gång till!" / "En gång till! (En dub till!)"
- 1991 – "Nya skor" / "Nydubbade skor"
- 1992 – "Hämta mej" / "Solen"
- 1992 – "Fyrverkeri" / "Han har det" / "Petrokemi"
- 2006 – "En del av dej" / "En del av dej (Igelstaverken remix)"

Samlingsalbum
- 1988 – Åttatreåtta
- 1989 – Sanningens silverflod (kassett)
- 1992 – Singelbaren 7891
- 1996 – En gång till!
- 2007 – Klassiker